# هوانیروز نیروی زمینی شاهنشاهی ایران
هوانیروز ارتش شاهنشاهی ایران (سرواژه هواپیمایی نیروی زمینی) از زیرمجموعه‌های نیروی زمینی شاهنشاهی ایران است، که وظیفه جابه‌جایی و پشتیبانی نیروهای زمینی ارتش را برعهده دارد. رسته از نیروی زمینی شاهنشاهی ایران بود و بخشی از نیروهای مسلح شاهنشاهی ایران بود. هوانیروز توسط نیروی زمینی شاهنشاهی سال ۱۳۴۱ تأسیس شد.با وقوع انقلاب ۱۳۵۷ هوانیروز ارتش جمهوری اسلامی جایگزین آن شد.
هسته اولیه هوانیروز در سال ۱۳۴۱ پایه‌گذاری گردید. در این سال ۱۰ نفر از افسران فنی و خلبانی از بین داوطلبان برگزیده و به منظور فراگیری و آموزش به ایالات متحده اعزام شدند. پس از آن تا سال ۱۳۴۲ به ترتیب هر ۴ ماه ۶ نفر برای آموزش اعزام می‌شدند.

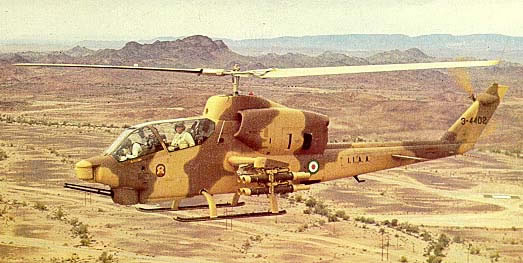
هلیکوپتر کبرا متعلق به هوانیروز ارتش شاهنشاهی ایران

در آغاز سال ۱۳۴۱ هواپیمایی نیروی زمینی شاهنشاهی ایران با شش فروند هواپیمای یک موتوره سسنا ۱۸۰(U-17) و شش خلبان در شهر اصفهان تشکیل شد. شمار وسایل پرندهٔ این نیرو تا سال ۱۳۴۵ به ۳۰ فروند رسید. پس از آن هوانیروز که یک گردان هوایی بود به یک گردان هواپیمایی و یک گروهان نگهداری تقسیم شد. تا اینکه در سال ۱۳۴۵ ۱۷ فروند بالگرد H-۴۳ نیز به گردان افزوده و در سال ۱۳۴۸ گردان هواپیمایی به هنگ هواپیمایی که محل آن در اصفهان بود تبدیل شد. برای تکمیل و تجهیز آن شماری بالگرد آگوستا- بل ۲۰۵ و بل ۲۰۶ به ایتالیا سفارش داده شد و هم‌زمان با آن نیروهای مورد نیاز برای گذراندن دوره خلبانی و فنی به آن کشور اعزام شدند.
در سال ۱۳۵۰ گروهی از مستشاران آمریکایی به ایران آمدند و پس از بازدید و ارزیابی مناطق گوناگون ایران از دیدگاه موقعیت جغرافیایی وسعت سرزمینی و شرایط اقلیمی تصمیم گرفته شد که هواپیمایی نیروی زمینی به سه گروه رزمی یک گروه پشتیبانی عمومی و یک مرکز آموزش خلبانی و فنی گسترش یابد. در چارچوب اجرای این طرح ۲۰۲ فروند بالگرد کبرا و بیش از ۳۰۰ فروند بل ۲۱۴ از کشور آمریکا خریداری شد. اندک اندک گروه‌های هوانیروز کرمانشاه، مسجد سلیمان، کرمان، گروه پشتیبانی عمومی اصفهان و مرکز آموزش (پایگاه وطن پور) به ترتیب در شهرهای یاد شده پایه‌گذاری گردید.

## تاریخچه
یگان هوانیروز نخست در تهران و اصفهان به ترتیب در پادگان‌های باغشاه و پادگان جنوبی اصفهان جای گرفت. نخستین فرمانده این یگان سرتیپ والی، سپس برای کوتاه زمانی سرتیپ خاصیان، و سرانجام فرماندهی این یگان نوبنیاد به یکی از تیمسارهای خوش نام نیروی هوایی شاهنشاهی، سرلشکر عباس قندهاری پیشینه در پرواز و خدمت نیروی هوایی داشت، سپرده شد. همزمان با پیشرفت و گسترش سازمان هوانیروز، نیروی زمینی شاهنشاهی ایران بر آن شد که یکی از افسران خود را برای پست فرماندهی هوانیروز آموزش دهد. بنابراین، سرهنگ منوچهر خسروداد که در آن زمان معاونت فرماندهی تیپ هوابرد شیراز را به گردن داشت، برای انجام این مهم برگزید. سرهنگ منوچهر خسروداد برای گذراندن دوره خلبانی هلی کوپتر و بررسی سازمان‌های مربوطه در آمریکا به ایالات متحده فرستاده شد و در بازگشت به ایران به فرماندهی یگان هوانیروز گمارده شد.
در آغاز کار فرمانده نوین، سازمان هوانیروز دربرگیرنده دو گردان هلیکوپتر بود که یک گردان آن در تهران در کنار فرودگاه قلعه مرغی و گردان دیگر در پادگان جنوبی شهر اصفهان جای گرفت. این دو یگان با هلی کوپترهای شناسایی نمونه ۲۰۶ و هلی کوپترهای نفربَر نمونه ۲۰۵ و چند فروند هواپیمای یک موتوره «سسنا» و هوایپمای دو موتوره سبک از گونه «توربو کماندر» مجهز بودند. در سال ۱۳۵۰ خورشیدی نیروی زمینی شاهنشاهی به سبب تجاوزهای پیوسته نیروی هوایی شوروی بر فراز خاک ایران بر آن شد که سازمان هوانیروز ایران را بر پایه سازمان هوانیروز آمریکا، سازمان دهند و برای هر یک از لشکرهای نیروی زمینی یک گروه رزمی هوانیروز ویژه سازند و آن لشکر بتواند همه ترابری‌های رزمی خود را با این گروه انجام دهد. بدین روی، پیشنهاد گسترش هوانیروز مورد تصویب قرار گرفت و سازمان هوانیروز از سال ۱۳۵۲ خورشیدی دگرگون شد. 

## اهداف
به دنبال اهداف و اندیشه اولیه آن گسترش هوانیروز و تجهیز کردن هواپیمایی نیروی زمینی به سه گروه رزمی و یک گروه آن با نمونه‌های گوناگون وسایل پرنده در آغاز در سال ۱۳۵۰ بررسیهای لازم انجام شد. نتیجه این بررسیها آن بود که هوانیروز نیروی زمینی بتواند:
1. در منطقهٔ هر سپاه دو گردان پیاده را جابه‌جا کند.
2. عملیات یگانهای زمینی را پشتیبانی کند.
3. فراهم آوری تدارکات و تخلیه مجروحان را از راه هوا انجام دهد.

## ستاد فرماندهی هوانیروز
الف - ستاد فرماندهی هوانیروز - ستاد فرماندهی و رکن‌های وابسته و یگان پشتیبانی مستقر در پادگان باغشاه تهران
ب - گروه رزمی شماره یک تهران دربرگیرنده:
۱- یک گردان هلیکوپتر از گونه ۲۰۵ ، ۲۰۶ و ۲۱۴ ۲- یک گردان هوایی دربرگیرنده هواپیماهیا یک موتوره سسنا و دو موتوره توربوکماندر و هواپیمای دو موتوره جت از گونه هواپیمای فالکن
پ - گروه رزمی شماره دو کرمانشاه دربرگیرنده:
۱- یک گردان تک (حمله) با هلی کوپترهای تاکتیکی کبرای دو موتوره
۲- یک گردان هجومی مجهز به هلیکوپترهای نفربر دو مموتوره نمونه ۲۱۴ «شنوک» 
۳- یک گردان تعمیر و نگهداری سرویس‌های تعمیرات فنی
ت - گروه رزمی کرمان در شهر کرمان دربرگیرنده: 
۱- یک گردان تک با هلیکوپترهای تاکتیکی دو موتوره کبرا 
۲- یک گردان هجومی با هلیکوپترهای نفربر دو موتوره نمونه ۲۱۴ «شنوک» 
۳- یک گروهان شناسایی مجهز به چند فروند هلیکوپترهای شناسایی نمونه ۲۰۶ و نفربر نمونه ۲۰۵ 
۴- یک گردان تعمیر و نگهداری سرویس‌های فنی
ث - گروه رزمی مسجد سلیمان، در مسجد سلیمان خوزستان دربرگیرنده: 
۱- یک گردان تک (حمله) با هلیکوپترهای تاکتیکی دو موتوره کبرا ۲- یک گردان هجومی با هلیکوپترهای نفربر دو موتوره نمونه ۲۱۴ «شنوک» 
۳- یک گروهان شناسایی مجهز به چند فروند هلیکوپترهای شناسایی نمونه ۲۰۶ و نفربر نمونه ۲۰۵ 
۴- یک گردان تعمیر و نگهداری شامل سرویس‌های تعمیرات فنی
ج- گروه رزمی پشتیبانی عمومی اصفهان در پادگان جنوبی شهر اصفهان دربرگیرنده: 
۱- یک گردان تک (حمله) مجهز به هلیکوپترهای تاکتیکی دو موتوره کبرا 
۲- یک گردان هجومی با هلیکوپترهای نفربر دو موتوره نمونه ۲۱۴ «شنوک» 
۳- یک گروهان شناسایی مجهز به چند فروند هلیکوپترهای شناسایی نمونه ۲۰۶ و نفربر نمونه ۲۰۵ 
۴- یک گردان تعمیر و نگهداری. 

## مرکز آموزش ویژه هوانیروز
مرکز آموزش ویژه هوانیروز افزون بر یکان‌های رزمی یاد شده، هوانیز یک مرکز آموزش ویژه راه اندازی نمود که در آن همه آموزش‌های خلبانی و فنی هلیکوپترها را به پرسنل هوانیروز آموزش می‌دادند و تا نیمه سال ۱۳۵۰ خورشیدی چنان خودکفا شده بود که دیگر نیازی به فرستادن دانشجو به آمریکا یا اروپای مرکزی نبود. این مرکز در پادگان نوبنیاد جنوبی شهر اصفهان (آغاز راه اصفهان به شیراز) بنیاد نهاده شد که کیفیت آموزشی آن بالاتر از «مرکزهای آموزش‌های هلیکوپتری آمریکا» قرار داشت که یکی از افتخارات نیروی زمینی شاهنشاهی ایران به شمار می‌آمد. هم چنین پروژه‌هایی در دست بود که مراکز آموزشی هوانیروز به کشورهای همسایه با ایران و به ویژه کشورهای دیگر آموزش دهد و این مرکز یکی از مرکزهای بزرگ آموزشی هلیکوپترها در منطقه گردد.
شرکت آمریکایی بل هلیکوپتر  در ایجاد و توسعه صنایع هلیکوپترسازی فعالیت گسترده داشت. هم چنین نیروی دریایی شاهنشاهی ایران سازمان جداگانه‌ای داشت که یک سر زیر امر فرماندهی نیروی دریایی شاهنشاهی انجام وظیفه می‌کرد. این سازمان «هوادریا» نام دارد.
بل اِی اِچ ۱ جی تی معروف به سی ( دریایی) کُبرا و بِل اِی اِچ ۱ دبلیو معروف به سوپر کبرا یک هلیکوپتر جنگنده دوموتوره آمریکایی محصول شرکت بل هلیکوپتر است که برای نخستین بار در سپاه تفنگداران دریایی ایالات متحده آمریکا به کار گرفته شد. نمونه صادراتی ای اچ ۱جی به سی کبرا بین‌المللی معروف شد و خود دارای دو مدل با قابلیت شلیک و هدایت موشک‌های ضدتانک تاو معروف به "تاو کبرا" در دماغه هلیکوپتر و نمونه بدون قابلیت شلیک و هدایت این موشک‌های ضدتانک، معروف به "نان تاو" بود .
شمار ۱۶۰ فروند از مدل نان تاو و ۶۲ فروند از مدل تاو هلیکوپتر سی کبرا در قراردادی به ارزش ۳۶۵ میلیون دلار از آمریکا در سال ۱۳۵۰ خریداری گردید و آخرین فروند آن در اردیبهشت سال ۱۳۵۴ خورشدی به هوانیروز ارتش شاهنشاهی ایران واسپرده شد. هدف از خرید این هلیکوپترها مقابله با توان زرهی کشورهای عراق و شوروی بود.
تیپ هوابرد نیروی زمینی شاهنشاهی ایران با توسعه و تکمیل آموزش‌های نیازین و دریافت اسلحه و تجهیزات پیشرفته می‌توانست هدف‌های استراتژیکی و نقاط حساسی را در ژرفای جبهه دشمن تسخیر نماید و سپس با سازمان دادن یگان‌های چریک و کماندو آماده سازی و رهبری آنها، در پشت جبهه‌های دشمن به سود نیروهای خودی وارد کارزار شود.

## گسترش ناوگان
در سال ۱۳۴۹ خورشیدی و به‌دنبال برنامه‌های گسترده برای گسترش توان رزمی هوانیروز (هواپیمایی نیروی زمینی) از راه گسترش ناوگان هلیکوپترهایش، هلیکوپتر سی اِچ-۴۷سی شینوک خریداری شد. بنا بود تیپ پشتیبانی عمومی هوانیروز که در حال تشکیل در اصفهان بود، تا سال ۱۳۵۳ به یک گردان ۱۶ فروندی از این هلیکوپتر تجهیز شود.
اما هوانیروز تنها نیرویی نبود که بنا بود به هلیکوپترهای شینوک مجهز شود. قرار بود در کنار تجهیز این نیرو به ۱۶ فروند از این هلیکوپتر، چهار فروند نیز برای نیروی هوایی شاهنشاهی خریداری شود. بنابراین نخستین سفارش ایران برای بیست فروند هلیکوپترهای سی اِچ-۴۷سی در سال ۱۳۴۹ خورشیدی به نماینده ایتالیایی بوئینگ ورتول داده شد. شعبه‌ای از کارخانه هلیکوپترسازی آگوستا در ایتالیا کار ساخت بیست فروند شینوک سفارشی ایران را آغاز کرد. نخستین دو فروند هلیکوپتر شینوک ایران را نیروی هوایی شاهنشاهی در تاریخ ۲۰ مهر ۱۳۵۰ تحویل گرفت و در پایگاه یکم مستقل ترابری در فرودگاه مهرآباد قرار داد. دو فروند شینوک دیگر نیز در سال ۱۳۵۴ به نیروی هوایی واسپرده شدند. با استفاده از این چهار فروند هلیکوپتر گردان ۱۱ شینوک شکل گرفت.
نظر به دستاوردهای گردان ۱۱ شینوک نیروی هوایی ارتش با استفاده از چهار فروند هلیکوپترهای سی اِچ-۴۷سی، در پنج سال نخستین فعالیتش، تصمیم به افزایش شمار هلیکوپترهای این گردان از چهار فروند به ۱۰ فروند تا سال ۱۳۵۸ گرفته شد. سپس در سال ۱۳۵۶  شمار ۵۰ فروند شینوک دیگر از مدل سی اِچ-۴۷سی به کمپانی بوئینگ و آگوستا به مبلغ ۴۲۵ میلیون دلار سپارش داده شد. این سپارش در سال ۱۳۵۷  به ۷۵ فروند افزایش یافت و بنا بود از این مدل پنج فروند به نیروی هوایی ارتش و مابقی به هوانیروز ارتش واسپرده شود.
بر اساس برنامه‌های ستاد بزرگ ارتشتاران بنا بود تا سال ۱۳۶۲ هوانیروز ارتش دستکم هشتاد فروند شینوک برای تجهیز پنج گردان ۱۶ فروندی در خدمت داشته باشد. از این میان بنا بود که دو گردان در پایگاه چهارم پشتیبانی عمومی در اصفهان و سه گردان در پایگاه‌های یکم، دوم و سوم پشتیبانی رزمی در کرمانشاه، مسجد سلیمان و کرمان مستقر شوند. تا شهریور ماه ۱۳۵۷ ، شمار ۳۴ فروند از مجموع ۷۵ فروند هلیکوپتر شینوک سپارشی تحویل داده شدند. از این میان یک فروند در سال ۱۳۵۶ به نیروی هوایی شاهنشاهی واگذار شد و شمار هلیکوپترهای شینوک آن به پنج فروند افزایش یافت.
در انقلاب سال ۱۳۵۷ بسیاری از برنامه‌های نظامی ایران را بازایستاند. بسیاری از قراردادهای خرید تسلیحات از سوی دولت بختیار و سپس دولت موقت بازرگان لغو شد و شماری دیگر نیز که هنوز از میان برداشته نشده بود، به سبب تحریم‌های وضع‌شده از سوی دولت آمریکا به‌دنبال اشغال سفارتخانه این کشور در آبان ۱۳۵۸ لغو گردید. پس از انقلاب ۱۳۵۷، از آن‌جا که بیشتر هلیکوپترهای باقیمانده در خط تولید قرار داشتند و هزینه خریدشان از سوی دولت شاهنشاهی ایران کامل پرداخت شده بود، قراردادهای خریدشان لغو نشد. از اردیبهشت ماه ۱۳۵۸ تا تیر ماه ۱۳۵۹ ساخت ۲۵ فروند شینوک دیگر سپارش داده‌شده برای نیروی هوایی و هوانیروز ارتش ایران در ایتالیا تکمیل شد. از این شمار، شش فروند تا پایان مهر ماه ۱۳۵۸ به ایران حا به جا شد و مانده به‌دنبال اشغال سفارت آمریکا از سوی هواداران سیدروح‌الله خمینی به‌دستور دولت آمریکا در ایتالیا توقیف شدند.
واسپاری سه فروند شینوک دیگر به نیروی هوایی ارتش در سال ۱۳۶۰ انجام یافت. در دی ماه ۱۳۵۹، جمهوری اسلامی کارمندان به گروگان گرفته‌شده در سفارت آمریکا را پس از ۴۴۴ روز آزاد کرد. در مقابل دولت آمریکا برای مدت زمان محدودی به دولت‌های انگلیس، ایتالیا و فرانسه پروانه داد تا برخی از اقلام نظامی و تسلیحات فروخته‌شده به ایران را تحویل دهند. از این زمان تا پایان سال ۱۳۶۰ هشت فروند شینوک از میان ۳۵ شینوک مانده در ایتالیا به ایران تحویل داده شدند. دولت آمریکا در سال ۱۳۶۱ از تحویل سایر هلیکوپترها به ایران جلوگیری کرد. از آن‌جا که هزینه ۲۷ فروند شینوک دیگر از سوی ایران پرداخت نشده بود، دولت آمریکا ۱۱ فروند از آن‌ها را به مبلغ ۱۱۰ میلیون دلار از شرکت آگوستا در سال ۱۳۶۴ خریداری کرد. با میانجیگری آمریکا ۱۶ فروند دیگر نیز به مصر فروخته شد و در همان سال به خدمت نیروی هوایی این کشور درآمد.

## تجهیزات
| بالگرد                              | تصاویر | کاربرد                 | تعداد     |
| ----------------------------------- | ------ | ---------------------- | --------- |
| بل ای‌اچ-۱ کبرا بل ای اچ-۱ سوپر کبرا |        | بالگرد تهاجمی          | ۲۲۲ فروند |
| بل یواچ-۱ ایروکوای                  |        | بالگرد چندمنظوره       | نامعلوم   |
| بل-۲۰۶ جت‌رنجر                       |        | بالگرد سبک و چندمنظوره | نامعلوم   |
| کامان اچ اچ-۴۳ هاسکی                |        | بالگرد چند منظوره      | ۸ فروند   |
| بل-۲۱۲                              |        | بالگرد چندمنظوره       | ۳۱ فروند  |
| سی‌اچ-۴۷ شنوک                        |        | بالگرد ترابری سنگین    | ۸۱ فروند  |
| بل-۲۱۴                              |        | بالگرد ترابری متوسط    | ۳۳۵ فروند |

## فرماندهان
- سرلشکر عباس قندهاری (۱۳۵۰–۱۳۵۲)
- سرلشکر منوچهر خسروداد (از سال ۱۳۵۲ تا ۲۲ بهمن ۱۳۵۷)